# NGC 4098-1
NGC 4098-1 (ook: NGC 4099-1) is een spiraalvormig sterrenstelsel in het sterrenbeeld Hoofdhaar. Het hemelobject werd op 26 april 1785 ontdekt door de Duits-Britse astronoom William Herschel.

## Synoniemen
- UGC 7091
- MCG 4-29-23
- ZWG 128.26
- VV 61
- PGC 38365